# Paula Irvine
Paula Irvine (Hollywood, 22 juni 1968) is een Amerikaanse actrice.

## Biografie[1]
Irvine begon haar acteercarrière op vijfjarige leeftijd met musicals en theater voorstellingen. Met haar mooie stem heeft ze ook voice-over werk gedaan voor verschillende films en tekenfilms van Walt Disney zoals The Black Hole (1979). Op dertienjarige leeftijd nam zij professionele acteerlessen met een avondstudie. Haar eerste acteerwerk was met de televisieserie CBS Schoolbreak Special in 1987. Ze is vooral bekend van haar rol als Lilly Blake in de televisieserie Santa Barbara (1992-1993).
Irvine is in het verleden twee keer genomineerd geweest voor een prijs:
- 1993 Soap Opera Digest Awards in de categorie Beste Vrouwelijke Nieuwkomer met de televisieserie Santa Barbara.
- 1989 Young Artist Award in de categorie Beste Jonge Actrice in een Horrorfilm met de televisiefilm Phantasm II.

Irvine stopte met acteren in 1994 om zich te wijden aan een studie communicatie. In haar vrije tijd gaat ze graag zeilen met haar eigen zeilboot. Irvine is getrouwd en heeft uit dit huwelijk kinderen.

## Filmografie

### Films
- 1994 Phantasm III: Lord of the Dead – als Liz
- 1988 Phantasm II – als Liz
- 1988 Bluegrass – als Maude
- 1988 Doin' Time on Planet Earth – als Marilyn Richmond
- 1987 Bates Motel – als Roberta
- 1987 Party Camp – als Devi

### Televisieseries
Uitgezonderd eenmalige gastrollen.
- 1992 – 1993 Santa Barbara – als Lilly Blake – 158 afl.
- 1987 A Year in the Life – als Pam – 2 afl.

1. ↑  (en) Bron biografie